# Francesco Soriano

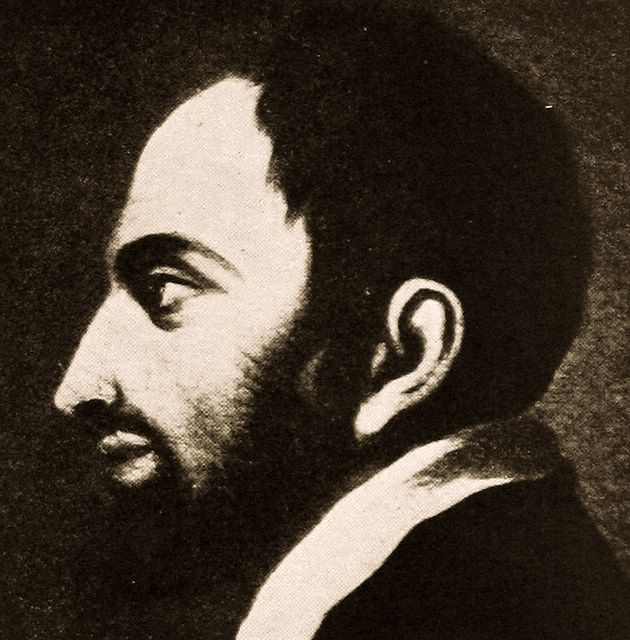
Francesco Soriano

Francesco Soriano (* 1548 oder 1549 in Soriano nel Cimino nahe Viterbo; † 19. Juli 1621 in Rom) war ein italienischer Komponist der Spätrenaissance. Er war bedeutendes Mitglied der Römischen Schule in der ersten Generation nach Giovanni Pierluigi da Palestrina.

## Leben und Wirken
Francesco Soriano studierte bereits als Knabe in der Lateranbasilika in Rom unter anderem mit Giovanni Pierluigi da Palestrina, wurde in den 1570er Jahren zum Priester geweiht, und von 1580 an war er Maestro di cappella in San Luigi dei Francesi, ebenfalls in Rom. 1581 zog er nach Mantua, wo er eine Stellung am Hof der Gonzagas annahm; schon 1586 kehrte er nach Rom zurück, wo er den Rest seines Lebens als Chormeister in drei verschiedenen Kirchen tätig war, darunter als Leiter der Cappella Giulia am Petersdom. 1620 ging er in den Ruhestand.
Soriano arbeitete mit Felice Anerio im Rahmen der Gegenreformation an der Revision des Römischen Graduale (Editio Medicaea); diese Arbeit wurde nicht – wie häufig angenommen – oder zumindest nicht maßgeblich von Giovanni Pierluigi da Palestrina durchgeführt.
Stilistisch ähnelt Francesco Sorianos Musik derjenigen von Palestrina, weist jedoch einige Einflüsse der um die Jahrhundertwende vorherrschenden Entwicklung auf. Er eignete sich einen antiphonalen Stil an, wobei er die weiche polyphone Art Palestrinas beibehielt, und er hatte eine Vorliebe für eine homophone Kompositionstechnik, die es dem Zuhörer einfacher macht, einen gesungenen Text zu verstehen.
Er schrieb Messen, Motetten (einige für acht Stimmen), Psalmen (eine Sammlung, die 1616 in Venedig veröffentlicht wurde, ist für zwölf Stimmen und Basso continuo geschrieben), Fassungen der Passion nach allen vier Evangelisten, marianische Antiphonen und mehrere Madrigalbücher. Die Fassungen seiner Passionen sind bedeutende Vorläufer der bekannteren Fassungen aus der Barockzeit, wie zum Beispiel von Johann Sebastian Bach; sie sind in einem zurückhaltenden aber dramatischen Stil komponiert und weisen einen beschreibenden Charakter auf. In gewisser Hinsicht stellen sie den Vorläufer des barocken Oratoriums dar, bei dem Sologesang, Chorgesang und Instrumentalstücke aneinandergereiht werden, sind im Stil jedoch Palestrina näher als den Kompositionen des Barocks.